# ロザリオ大学

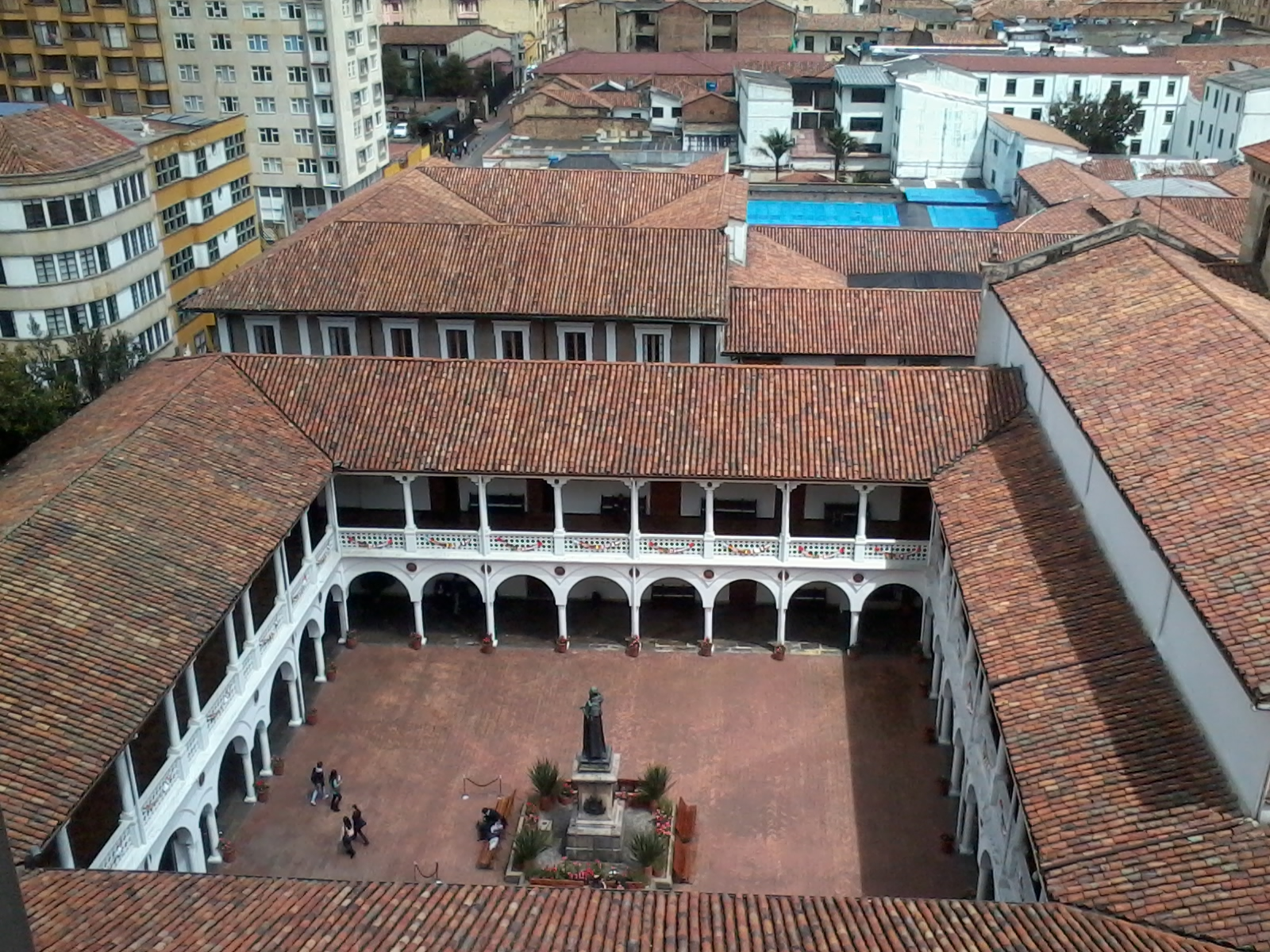

ロサリオ大学（スペイン語:「Colegio Mayor de Nuestra Señora del Rosario」「カタカナ: コレヒオ・マジョール・デ・ヌエストラ・セニョーラ・デル・ロサリオ」）は, ボゴタ市（当時：サンタ・フェ）で1653年にフライ・クリストーバル・デ・トーレスによって創設されたコロンビア共和国の私立大学である。この大学は、歴史文化遺産であり、「科学的、道徳的、人文的な教育」という大学の特徴である。

## 学長
ロサリオ大学の学長
| 学長                                        | 時期                                            |
| ------------------------------------------- | ----------------------------------------------- |
| アナ・ イサベル・ ゴーメス・ コールドバ     | 2024年10月24日から                              |
| グスタボ・キンテロ・ ヘルナンデス           | 2024年4月 -2024年10月                           |
| アレハンドロ・ チェイネ・ ガルシア          | 2022年 - 2024年 2018年 - 2022年                 |
| ステファニー・ラボー                        | 2018年                                          |
| ホセー・マヌエル・レーストレポ ・アボンダノ | 2014年 - 2018年                                 |
| ハンス・ピター・ヌッドセン                  | 2002年 - 2006年 2006年 - 2010年 2010年 - 2014年 |